# Steve Estatof
 (juin 2017).
Steve Estatof ou Steeve Estatof, né le 29 octobre 1972 à Saint-Martin-d'Hères (Isère), est un auteur-compositeur-interprète de grunge/punk/stoner/hard-rock. Multi-instrumentiste (batteur, guitariste, bassiste) et arrangeur, il est également le gagnant de la deuxième saison de l'émission Nouvelle Star.

## Biographie

### 1972 - 2004
Né dans la région de Grenoble, Steeve Estatof débute la musique en 1988, à 15 ans, en prenant des cours de batterie et de guitare.[réf. souhaitée] Il est également élève au conservatoire de Grenoble à la fin des années 1980.
À partir de 1990, il devient batteur dans un groupe de punk-rock et également guitariste dans un groupe de hard-rock. Il écume les scènes de concert de la région avec ses deux groupes. En 1994, il fonde le groupe de punk « Frenegonde », où il officie en tant que chanteur/guitariste. Avec ce groupe, il gagne un concours national organisé par Skyrock, qui ouvre à ce groupe les portes des scènes parisiennes.
[réf. souhaitée]
De 1999 à 2001, avec le groupe Soundfix (Hard/Metal), il enregistre un disque auto-produit qui se vend à 2 000 exemplaires, puis réalise avec ce groupe l'after-show de KoЯn et Mass Hysteria à Marseille.

## Discographie

### Albums
- 2004 : À L'Envers, BMG Entertainment / BMG, (24 août 2004), 154 000 ex vendus[2] / Single Garde moi 260 000 ex vendus
- 2008 : Le Poison Idéal, Jive / Sony BMG, (19 mai 2008)
- 2015 : Baby Bust, Perfect Poison (7 octobre 2015 auto production)
- 2016 : À L'Envers du Live Pirate Part 1 & 2, Perfect Poison (20 avril 2016 auto production)
- 2018 : Baby Bust Vol.2, Perfect Poison (12 février 2018 (auto production)